# Revolution 9
Pour les articles homonymes, voir Révolution (homonymie).
Pistes de The Beatles
Cry Baby Cry Good Night
Revolution 9 est un enregistrement des Beatles, signé Lennon/McCartney, figurant sur leur album The Beatles, sorti en 1968. Contrairement aux autres titres du groupe, Revolution 9 n’est pas à proprement parler une chanson, mais un collage de bandes sonores d'une durée de 8:22, réalisé par John Lennon et sa compagne Yoko Ono, avec l'aide de George Harrison.

## Conception
La première version de Revolution 1 durait au départ plus de dix minutes, sous la forme d'une longue jam enregistrée le 30 mai 1968 par le groupe au complet, et sur laquelle divers overdubs avaient été appliqués les jours suivants. John Lennon et Yoko Ono réutilisèrent la 20e prise de la chanson Revolution pour créer Revolution 9.
Dès que ce projet eut une existence propre, d’autres bandes de brouhaha ou de foule, ainsi que divers enregistrements de bruits provenant de la sonothèque d’effets sonores d’EMI furent apportés en studio. EMI ne disposant pas d’un équipement multipiste perfectionné, il fallut utiliser les trois studios d’Abbey Road en reliant toutes les machines entre elles. John assura le mixage en direct. Un tel mélange de sons rend les sources sonores et les voix souvent difficiles à identifier, on peut toutefois reconnaître John Lennon disant « The Watusi », « The Twist » ou « Take this brother, may it serve you well », et George Harrison prononçant clairement « Eldorado », les deux répétant six fois « There ain't no rule for the company freaks! » ou encore de Yoko Ono lâchant à la fin « You become naked ». 
Mark Lewisohn, qui eut accès aux bandes originales les divise en : un chœur, des violons à l’envers, un extrait d’une piste orchestrale de A Day in the Life, des verres entrechoqués, un mellotron à l’envers, une voix qui fredonne, des phrases prononcées par John et George Harrison, et une cassette de John et Yoko hurlant le « right » de Revolution. Une partie mémorable est une voix puissante répètant « Number Nine, Number Nine », elle semble avoir été extraite d’une question enregistrée pour un examen à l’Académie Royale de Musique. En écoutant cette phrase à l'envers, on pourrait entendre dire « Turn me on, dead man » (« Allume-moi, homme mort »), un indice supposé de la légende sur la mort de Paul McCartney. 
Paul McCartney, qui se trouvait aux États-Unis lorsque Revolution 9 fut réalisée, fut déçu de son inclusion dans le White Album, d’autant plus qu’il réalisait des collages depuis 1966, et que John allait maintenant être perçu comme l’innovateur du groupe dans ce secteur. George Harrison avait de son côté déjà publié un collage expérimental, Dream Scene, sur l'album Wonderwall Music.
L'inclusion de Revolution 9 dans l'album blanc en a fait l'œuvre de musique expérimentale la plus largement distribuée dans le monde.
Le 9 novembre 2018, la prise 18 est remixée en stéréo par Giles Martin et publiée dans un disque bonus des éditions du cinquantenaire de la sortie de l'« Album blanc ».

## Reprises
En 2004, le DJ/producteur Danger Mouse reprend le morceau ainsi que d'autres de « l'Album blanc » dans The Grey Album, un album de remixes « mashup » mêlant des samples des Beatles avec des versions a cappella du Black Album du rappeur Jay-Z.
L'orchestre de chambre Alarm Will Sound (en) a repris cette chanson, dans un arrangement de Matt Marks, sur l'album Alarm Will Sound Presents Modernists sorti le 26 avril 2016.

### Travaux universitaires
- Jean-Baptiste Bec, sous la direction de B. Merlier, Les Beatles : Analyse de "Revolution 9" et de l'utilisation du studio de 1966 à 1969. Mémoire de maîtrise en musicologie, Université Lyon 2, 2005, 163 p.